# لوران برناردی
لوران برناردی (انگلیسی: Laurent Bernardi؛ زادهٔ ۹ مهٔ ۱۹۸۸) بازیکن فوتبال اهل فرانسه است.
از باشگاه‌هایی که در آن بازی کرده‌است می‌توان به باشگاه فوتبال آژاکسیو اشاره کرد.